# Enter Sandman
 For alternative betydninger, se Sandman.
"Enter Sandman" er en sang fra bandet Metallica. Enter Sandman handler om mareridt. Under sangens bridge har Metallica derfor også fået et barn til at synge sammen med forsanger James Hetfield. Barnet er produceren Bob Rocks søn.

## Spor
US single
1. "Enter Sandman" – 5:37
2. "Stone Cold Crazy" – 2:19

International CD single
1. "Enter Sandman" – 5:37
2. "Stone Cold Crazy" – 2:19
3. "Enter Sandman (Demo)" – 5:05

International 12-inch vinyl single (4 tracks)
1. "Enter Sandman" – 5:34
2. "Holier Than Thou (Work in Progress...)" – 3:48
3. "Stone Cold Crazy" – 2:17
4. "Enter Sandman (Demo)" – 5:05

International 12-inch vinyl single (3 tracks)
1. "Enter Sandman" – 5:34
2. "Stone Cold Crazy" – 2:17
3. "Enter Sandman (Demo)" – 5:05

International 7-inch vinyl single
1. "Enter Sandman" – 5:34
2. "Stone Cold Crazy" – 2:17

International 7-inch vinyl picture disc single
1. "Enter Sandman" – 5:34
2. "Stone Cold Crazy" – 2:17

Australian 2-track CD single
1. "Enter Sandman" – 5:37
2. "Stone Cold Crazy" – 2:19

Japanese 2-track 3-inch CD single
1. "Enter Sandman"
2. "Stone Cold Crazy"

## Hitlister
| Hitliste (1991)                                  | Højeste placering |
| ------------------------------------------------ | ----------------- |
| Australien (ARIA)                                | 10                |
| Belgien (Ultratop 50 Flanderen)                  | 45                |
| Canada Top Singles (RPM)                         | 17                |
| Canada (The Record)                              | 2                 |
| Denmark (IFPI)                                   | 4                 |
| Europe (Eurochart Hot 100)                       | 8                 |
| Finland (Suomen virallinen lista)                | 1                 |
| Tyskland (Official German Charts)                | 9                 |
| Irland (IRMA)                                    | 4                 |
| Holland (Dutch Top 40)                           | 12                |
| Holland (Single Top 100)                         | 10                |
| New Zealand (RIANZ)                              | 8                 |
| Norge (VG-lista)                                 | 2                 |
| Sverige (Sverigetopplistan)                      | 14                |
| Schweiz (Schweizer Hitparade)                    | 11                |
| Storbritannien Singles (Official Charts Company) | 5                 |
| USA Billboard Hot 100                            | 16                |
| USA Mainstream Rock (Billboard)                  | 10                |
| US Cashbox Top 100                               | 28                |

| Chart (2021)                      | Peak position |
| --------------------------------- | ------------- |
| Tyskland (Official German Charts) | 1             |

| Hitliste (1991)                   | Placering |
| --------------------------------- | --------- |
| Australia (ARIA)                  | 50        |
| Europe (Eurochart Hot 100)        | 82        |
| Germany (Official German Charts)  | 77        |
| Netherlands (Dutch Top 40)        | 101       |
| Netherlands (Single Top 100)      | 83        |
| New Zealand (Recorded Music NZ)   | 41        |
| US Modern Rock Tracks (Billboard) | 39        |

| Hitliste (1990–1999)       | Placering |
| -------------------------- | --------- |
| Canada (Nielsen SoundScan) | 79        |

| Chart (2010–2019)                  | Position |
| ---------------------------------- | -------- |
| US Mainstream Rock (Nielsen Music) | 8        |